# Salinópolis
Salinópolis, amtlich portugiesisch Município de Salinópolis, ehemals Salinas, ist eine Mittelstadt und ein Badeort an der Atlantikküste des brasilianischen Bundesstaates Pará. Er liegt 220 km von der Hauptstadt Belém entfernt auf einer Meereshöhe von 21 Metern.

## Allgemeine Angaben
Die Gemeinde hatte nach der Volkszählung 2010 37.421 Einwohner, die Salinopolitanos genannt werden. Sie steht nach Bevölkerungszahl an 52. Stelle der 144 Orte in Pará. Die Einwohnerzahl wurde nach der Schätzung des IBGE vom 1. Juli 2019 auf 40.675 Bewohner anwachsend berechnet. Die Fläche beträgt rund 223,2 km² (2018); die Bevölkerungsdichte liegt bei 157,4 Personen pro km².

## Stadtverwaltung

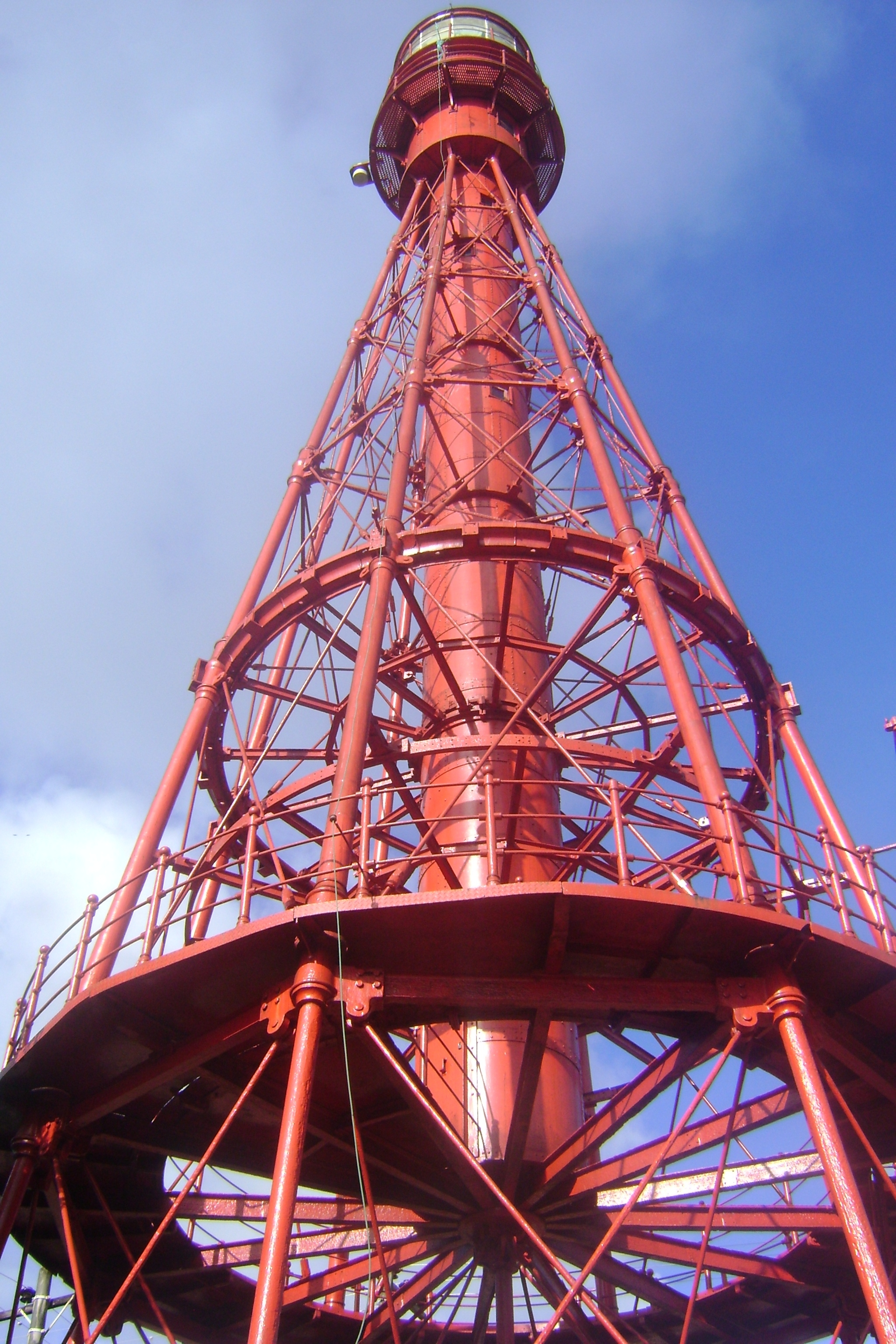
Leuchtturm von Salinópolis

Stadtpräfekt (Exekutive) ist seit der Kommunalwahl 2012 und der Kommunalwahl 2016 für die aktuelle Amtszeit 2017 bis 2020 Paulo Henrique Gomes von dem Partido da Social Democracia Brasileira (PSDB), die Legislative liegt bei der Câmara Municipal, der Stadtratskammer.

## Geschichte
Bereits 1645 siedelten hier Jesuiten, doch als Stadtgründer gilt der Generalkapitän von Maranhão André Vidal de Negreiro, der ab 1655 auch Pará verwaltete. Sein Titel lautete Capitão-General dos Estados do Maranhão e Pará. Er entsandte Feliciano Corrêa (Capitão-Mor do Pará), um auf einer Anhöhe der Ilha do Atalaia (Atalaiainsel) einige Kanonen aufzustellen, die mit Signalschüssen vorbeifahrende Boote vor den Riffen warnen sollten. Diese Lotsenpostenfunktion und die Salzgewinnung waren die Grundlage für die Stadt. Letzteres spiegelt sich auch im Ortsnamen wider. 1656 wurden einige Familien hier in einer kleinen Stadt zusammengefasst. Bis zur Trennung von Maranhão und Pará 1774 war Salinas Teil des Kapitänats (Capitânia) von Caeté.
Als Gründungsdatum gilt 1781, als das küstennahe Salinengebiet zu einer Freguesia mit dem Namen Vila de Nossa Senhora do Socorro de Salinas wurde.
Am 30. Dezember 1937 wurde der Stadtname von Salinas in Salinópolis geändert.